# Медаль Французский орёл на берегах Днепра
Медаль «Французский орёл на берегах Днепра» (Французский орёл на берегах Борисфена) — медаль Французской империи, выбитой по указу императора Наполеона I Бонапарта.
Вероятно, что эта медаль выбита по взятии французами Смоленска, так как только в этом месте, на пути движения, французская армия подошла к Днепру. Медаль является второй, в серии шести французских медалей, на события в Отечественной войне 1812 года.

## Описание
Лицевая сторона: изображён погрудный портрет Наполеона, обращённого вправо, с лавровым венком на голове. Вокруг головы надпись: NAPOLEON EMP ET ROI (Наполеон император и король). В обрезе у шеи надпись: ANDRIEU. F (фамилия гравёра).
Оборотная сторона: аллегорическое изображение Бога реки Днепра — Борисфена, сидящего на скале и с удивлением смотрящего на французского имперского орла, внезапно появившегося на берегах этой реки. Под обрезом медали надпись: L’AIGLE FRANCAISE SUR LE BORYSTHENE. MDCCCXII (французский орёл на Борисфене 1812 год). Слева около края надпись: DENON D (фамилия директора парижского монетного двора), справа надпись: BRANDT F (фамилия гравёра). Диаметр медали 41 мм.